# ليثغو
ليثغو هي مدينة، تتبع City of Lithgow ‏، ونيوساوث ويلز، هي عاصمة City of Lithgow ‏، بلغ عدد سكانها 5٬201  نسمة، في 2016، رمزها البريدي هو 2790.

## المناخ
يظهر الجدول التالي التغييرات المناخية على مدار السنة لليثغو:
| البيانات المناخية لـليثغو         | البيانات المناخية لـليثغو | البيانات المناخية لـليثغو | البيانات المناخية لـليثغو | البيانات المناخية لـليثغو | البيانات المناخية لـليثغو | البيانات المناخية لـليثغو | البيانات المناخية لـليثغو | البيانات المناخية لـليثغو | البيانات المناخية لـليثغو | البيانات المناخية لـليثغو | البيانات المناخية لـليثغو | البيانات المناخية لـليثغو | البيانات المناخية لـليثغو |
| الشهر                             | يناير                     | فبراير                    | مارس                      | أبريل                     | مايو                      | يونيو                     | يوليو                     | أغسطس                     | سبتمبر                    | أكتوبر                    | نوفمبر                    | ديسمبر                    | المعدل السنوي             |
| --------------------------------- | ------------------------- | ------------------------- | ------------------------- | ------------------------- | ------------------------- | ------------------------- | ------------------------- | ------------------------- | ------------------------- | ------------------------- | ------------------------- | ------------------------- | ------------------------- |
| الدرجة القصوى °م (°ف)             | 37.8 (100.0)              | 38.4 (101.1)              | 35.1 (95.2)               | 30.8 (87.4)               | 23.9 (75.0)               | 19.5 (67.1)               | 19.8 (67.6)               | 22.5 (72.5)               | 27.6 (81.7)               | 33.1 (91.6)               | 37.2 (99.0)               | 36.8 (98.2)               | 38.4 (101.1)              |
| متوسط درجة الحرارة الكبرى °م (°ف) | 25.5 (77.9)               | 24.7 (76.5)               | 22.4 (72.3)               | 18.4 (65.1)               | 14.3 (57.7)               | 11.1 (52.0)               | 10.4 (50.7)               | 12.0 (53.6)               | 15.4 (59.7)               | 18.7 (65.7)               | 21.5 (70.7)               | 24.5 (76.1)               | 18.2 (64.8)               |
| متوسط درجة الحرارة الصغرى °م (°ف) | 11.9 (53.4)               | 12.1 (53.8)               | 10.1 (50.2)               | 6.7 (44.1)                | 3.9 (39.0)                | 1.8 (35.2)                | 0.7 (33.3)                | 1.3 (34.3)                | 3.4 (38.1)                | 6.0 (42.8)                | 8.1 (46.6)                | 10.4 (50.7)               | 6.4 (43.5)                |
| أدنى درجة حرارة °م (°ف)           | 2.8 (37.0)                | 3.5 (38.3)                | 0.0 (32.0)                | −4.0 (24.8)               | −6.1 (21.0)               | −7.0 (19.4)               | −8.0 (17.6)               | −8.0 (17.6)               | −5.0 (23.0)               | −2.3 (27.9)               | −1.7 (28.9)               | 0.6 (33.1)                | −8.0 (17.6)               |
| الهطول مم (إنش)                   | 94.3 (3.71)               | 83.8 (3.30)               | 83.8 (3.30)               | 62.7 (2.47)               | 63.0 (2.48)               | 67.3 (2.65)               | 67.6 (2.66)               | 63.4 (2.50)               | 58.9 (2.32)               | 67.7 (2.67)               | 70.0 (2.76)               | 76.1 (3.00)               | 858.5 (33.80)             |
| متوسط الأيام الممطرة              | 8.3                       | 7.6                       | 8.4                       | 7.0                       | 7.6                       | 8.8                       | 8.4                       | 8.3                       | 7.9                       | 8.2                       | 7.7                       | 7.6                       | 95.8                      |
| Average afternoon رطوبة نسبية (%) | 54                        | 58                        | 60                        | 59                        | 66                        | 67                        | 66                        | 56                        | 54                        | 51                        | 53                        | 50                        | 58                        |
| المصدر:                           |                           |                           |                           |                           |                           |                           |                           |                           |                           |                           |                           |                           |                           |

## أعلام
- بيتر هوغارث دويل
- جاك ستيوارت
- ديفيد بالمر
- جايسون كينت
- دونالد روبنسون